# Абу-Кахф
Абу-Кахф (араб. أبو كهف‎), также известен как Абу-эль-Кахф — деревня на севере Сирии, расположенная на территории мухафазы Халеб. Входит в состав района Манбидж. Является административным центром одноимённой нахии.

## Географическое положение
Деревня находится в северо-восточной части мухафазы, на высоте 508 метров над уровнем моря.

Абу-Кахф расположен на расстоянии приблизительно 57 километров к востоко-северо-востоку (ENE) от Алеппо, административного центра провинции и на расстоянии 340 километров к северо-северо-востоку (NNE) от Дамаска, столицы страны.

## Население
По данным официальной переписи 2004 года численность населения деревни составляла 597 человек (285 мужчин и 312 женщин).

## Транспорт
Ближайший гражданский аэропорт — Международный аэропорт Алеппо.